# ISO 9
A norma internacional ISO 9 da Organização Internacional para Padronização estabelece um sistema para a transliteração em caracteres latinos dos caracteres cirílicos.
Tal normal contrasta em relação aos demais sistemas de transliteração por seu sistema unívoco para equivalência de caracteres (pelo uso de diacríticos), que representa fielmente o grafia original, permitindo a transliteração inversa, mesmo que se desconheça a língua de origem.
Versões anteriores da norma, ISO/R 9:1954, ISO/R 9:1968 e ISO 9:1986, eram mais semelhantes ao sistema acadêmico internacional para linguística (transliteração científica), mas divergiram em favor de transliteração inequívoca sobre representação fonêmica. A revisão de 1995 substitui a edição de 1986.

## ISO 9:1995
A norma possui três tabelas de mapeamento: a primeira abrange linguagens contemporâneas eslavas, a segunda ortografias eslavas antigas (excluindo as letras da primeira), e a terceira de línguas não-eslavas (incluindo a maioria das letras da primeira tabela). Vários caracteres cirílicos incluídos na ISO 9 não estão disponíveis como caracteres pré-compostos em Unicode, nem são algumas das transliterações; a combinação de marcas diacríticas devem ser usadas nestes casos. Unicode, por outro lado, inclui alguns caracteres históricos que não são tratados na ISO 9.
A seguinte tabela apresenta caracteres para várias línguas eslavas, iranianas, romance, turcomanas, urálicas, mongólicas, caucasianas, tungúsica, paleossiberianas e outras línguas da antiga União Soviética que eram escritas em cirílico.
| Cirílico | Cirílico | Latim                | Latim                | Unicode                 | Unicode                 | Descrição                      | Descrição |
| -------- | -------- | -------------------- | -------------------- | ----------------------- | ----------------------- | ------------------------------ | --------- |
| А        | а        | A                    | a                    |                         |                         |                                |           |
| Ӓ        | ӓ        | Ä                    | ä                    | 00C4                    | 00E4                    | a diérese                      |           |
| Ӓ̄        | ӓ̄        | Ạ̈                    | ạ̈                    | 00C4+0323               | 00E4+0323               | a diérese e ponto subscrito    |           |
| Ӑ        | ӑ        | Ă                    | ă                    | 0102                    | 0103                    | a breve                        |           |
| А̄        | а̄        | Ā                    | ā                    | 0100                    | 0101                    | a mácron                       |           |
| Ӕ        | ӕ        | Æ                    | æ                    | 00C6                    | 00E6                    | ae ligatura                    |           |
| А́        | а́        | Á                    | á                    | 00C1                    | 00E1                    | a agudo                        |           |
| А̊        | а̊        | Å                    | å                    | 00C5                    | 00E5                    | a anel                         |           |
| Б        | б        | B                    | b                    |                         |                         |                                |           |
| В        | в        | V                    | v                    |                         |                         |                                |           |
| Г        | г        | G                    | g                    |                         |                         |                                |           |
| Ѓ        | ѓ        | Ǵ                    | ǵ                    | 01F4                    | 01F5                    | g agudo                        |           |
| Ғ        | ғ        | Ġ                    | ġ                    | 0120                    | 0121                    | g ponto                        |           |
| Ҕ        | ҕ        | Ğ                    | ğ                    | 011E                    | 011F                    | g breve                        |           |
| Һ        | һ        | Ḥ                    | ḥ                    | 1E24                    | 1E25                    | h ponto                        |           |
| Д        | д        | D                    | d                    |                         |                         |                                |           |
| Ђ        | ђ        | Đ                    | đ                    | 0110                    | 0111                    | d mácron                       |           |
| Е        | е        | E                    | e                    |                         |                         |                                |           |
| Ӗ        | ӗ        | Ĕ                    | ĕ                    | 0114                    | 0115                    | e breve                        |           |
| Ё        | ё        | Ë                    | ë                    | 00CB                    | 00EB                    | e diérese                      |           |
| Є        | є        | Ê                    | ê                    | 00CA                    | 00EA                    | e circunflexo                  |           |
| Ж        | ж        | Ž                    | ž                    | 017D                    | 017E                    | z caron                        |           |
| Җ        | җ        | Ž̦                    | ž̦                    | 017D+0326               | 017E+0326               | z caron e virgula subscrito    |           |
| Җ        | җ        | Ž̧                    | ž̧                    | 017D+0327               | 017E+0327               | z caron e cedilha              |           |
| Ӝ        | ӝ        | Z̄                    | z̄                    | Z+0304                  | z+0304                  | z mácron                       |           |
| Ӂ        | ӂ        | Z̆                    | z̆                    | Z+0306                  | z+0306                  | z breve                        |           |
| З        | з        | Z                    | z                    |                         |                         |                                |           |
| Ӟ        | ӟ        | Z̈                    | z̈                    | Z+0308                  | z+0308                  | z diérese                      |           |
| Ӡ        | ӡ        | Ź                    | ź                    | 0179                    | 017A                    | z agudo                        |           |
| Ѕ        | ѕ        | Ẑ                    | ẑ                    | 1E90                    | 1E91                    | z circunflexo                  |           |
| И        | и        | I                    | i                    |                         |                         |                                |           |
| Ӣ        | ӣ        | Ī                    | ī                    | 012A                    | 012B                    | i mácron                       |           |
| И́        | и́        | Í                    | í                    | 00CD                    | 00ED                    | i agudo                        |           |
| Ӥ        | ӥ        | Î                    | î                    | 00CE                    | 00EE                    | i circunflexo                  |           |
| Й        | й        | J                    | j                    |                         |                         |                                |           |
| І        | і        | Ì                    | ì                    | 00CC                    | 00EC                    | i grave                        |           |
| Ї        | ї        | Ï                    | ï                    | 00CF                    | 00EF                    | i diérese                      |           |
| І̄        | і̄        | Ǐ                    | ǐ                    | 01CF (012C)             | 01D0 (012D)             | i caron (ou breve)             |           |
| Ј        | ј        | J̌                    | ǰ                    | J+030C                  | 01F0                    | j caron                        |           |
| Ј̵        | ј̵        | J́                    | j́                    | J+0301                  | j+0301                  | j agudo                        |           |
| К        | к        | K                    | k                    |                         |                         |                                |           |
| Ќ        | ќ        | Ḱ                    | ḱ                    | 1E30                    | 1E31                    | k agudo                        |           |
| Ӄ        | ӄ        | Ḳ                    | ḳ                    | 1E32                    | 1E33                    | k ponto subscrito              |           |
| Ҝ        | ҝ        | K̂                    | k̂                    | K+0302                  | k+0302                  | k circunflexo                  |           |
| Ҡ        | ҡ        | Ǩ                    | ǩ                    | 01E8                    | 01E9                    | k caron                        |           |
| Ҟ        | ҟ        | K̄                    | k̄                    | K+0304                  | k+0304                  | k mácron                       |           |
| Қ        | қ        | K̦                    | k̦                    | K+0326                  | 0326                    | k vírgula subscrito            |           |
| Қ        | қ        | Ķ                    | ķ                    | 0136                    | 0137                    | k cedilha                      |           |
| К̨        | к̨        | K̀                    | k̀                    | K+0300                  | k+0300                  | k grave                        |           |
| Ԛ        | ԛ        | Q                    | q                    |                         |                         |                                |           |
| Л        | л        | L                    | l                    |                         |                         |                                |           |
| Љ        | љ        | L̂                    | l̂                    | L+0302                  | l+0302                  | l circunflexo                  |           |
| Л’       | Л’       | Ĺ                    | ĺ                    | 0139                    | 013A                    | l agudo                        |           |
| Ԡ        | ԡ        | L̦                    | l̦                    | L+0326                  | l+0326                  | l vírgula subscrito            |           |
| Ԡ        | ԡ        | Ļ                    | ļ                    | 013B                    | 013C                    | l cedilha                      |           |
| М        | м        | M                    | m                    |                         |                         |                                |           |
| Н        | н        | N                    | n                    |                         |                         |                                |           |
| Њ        | њ        | N̂                    | n̂                    | N+0302                  | n+0302                  | n circunflexo                  |           |
| Ң        | ң        | N̦                    | n̦                    | N+0326                  | n+0326                  | n vírgula subscrito            |           |
| Ң        | ң        | Ņ                    | ņ                    | 0145                    | 0146                    | n cedilha                      |           |
| Ӊ        | ӊ        | Ṇ                    | ṇ                    | 1E46                    | 1E47                    | n ponto subscrito              |           |
| Ҥ        | ҥ        | Ṅ                    | ṅ                    | 1E44                    | 1E45                    | n ponto                        |           |
| Ԋ        | ԋ        | Ǹ                    | ǹ                    | 01F8                    | 01F9                    | n grave                        |           |
| Ԣ        | ԣ        | Ń                    | ń                    | 0143                    | 0144                    | n agudo                        |           |
| Ӈ        | ӈ        | Ň                    | ň                    | 0147                    | 0148                    | n caron                        |           |
| Н̄        | н̄        | N̄                    | n̄                    | N+0304                  | n+0304                  | n mácron                       |           |
| О        | о        | O                    | o                    |                         |                         |                                |           |
| Ӧ        | ӧ        | Ö                    | ö                    | 00D6                    | 00F6                    | o diérese                      |           |
| Ө        | ө        | Ô                    | ô                    | 00D4                    | 00F4                    | o circunflexo                  |           |
| Ӫ        | ӫ        | Ő                    | ő                    | 0150                    | 0151                    | o agudo duplo                  |           |
| Ӧ̄        | о̄̈        | Ọ̈                    | ọ̈                    | 00D6+0323               | 00F6+0323               | o diérese e ponto subscrito    |           |
| Ҩ        | ҩ        | Ò                    | ò                    | 00D2                    | 00F2                    | o grave                        |           |
| О́        | о́        | Ó                    | ó                    | 00D3                    | 00F3                    | o agudo                        |           |
| О̄        | о̄        | Ō                    | ō                    | 014C                    | 014D                    | o mácron                       |           |
| Œ        | œ        | Œ                    | œ                    | 0152                    | 0153                    | oe ligatura                    |           |
| П        | п        | P                    | p                    |                         |                         |                                |           |
| Ҧ        | ҧ        | Ṕ                    | ṕ                    | 1E54                    | 1E55                    | p agudo                        |           |
| Ԥ        | ԥ        | P̀                    | p̀                    | P+0300                  | p+0300                  | p grave                        |           |
| Р        | р        | R                    | r                    |                         |                         |                                |           |
| С        | с        | S                    | s                    |                         |                         |                                |           |
| Ҫ        | ҫ        | Ș                    | ș                    | 0218                    | 0219                    | s vírgula subscrito            |           |
| Ҫ        | ҫ        | Ş                    | ş                    | 015E                    | 015F                    | s cedilha                      |           |
| С̀        | с̀        | S̀                    | s̀                    | S+0300                  | s+0300                  | s grave                        |           |
| Т        | т        | T                    | t                    |                         |                         |                                |           |
| Ћ        | ћ        | Ć                    | ć                    | 0106                    | 0107                    | c agudo                        |           |
| Ԏ        | ԏ        | T̀                    | t̀                    | T+0300                  | t+0300                  | t grave                        |           |
| Т̌        | т̌        | Ť                    | ť                    | 0164                    | 0165                    | t caron                        |           |
| Ҭ        | ҭ        | Ț                    | ț                    | 021A                    | 021B                    | t vírgula subscrito            |           |
| Ҭ        | ҭ        | Ţ                    | ţ                    | 0162                    | 0163                    | t cedilha                      |           |
| У        | у        | U                    | u                    |                         |                         |                                |           |
| Ӱ        | ӱ        | Ü                    | ü                    | 00DC                    | 00FC                    | u diérese                      |           |
| Ӯ        | ӯ        | Ū                    | ū                    | 016A                    | 016B                    | u mácron                       |           |
| Ў        | ў        | Ŭ                    | ŭ                    | 016C                    | 016D                    | u breve                        |           |
| Ӳ        | ӳ        | Ű                    | ű                    | 0170                    | 0171                    | u agudo duplo                  |           |
| У́        | у́        | Ú                    | ú                    | 00DA                    | 00FA                    | u agudo                        |           |
| Ӱ̄        | ӱ̄        | Ụ̈                    | ụ̈                    | 00DC+0323               | 00FC+0323               | u diérese e ponto subscrito    |           |
| Ү        | ү        | Ù                    | ù                    | 00D9                    | 00F9                    | u grave                        |           |
| Ұ        | ұ        | U̇                    | u̇                    | U+0307                  | u+0307                  | u ponto                        |           |
| Ӱ̄        | ӱ̄        | Ụ̄                    | ụ̄                    | 016A+0323               | 016B+0323               | u mácron e ponto subscrito     |           |
| Ԝ        | ԝ        | W                    | w                    |                         |                         |                                |           |
| Ф        | ф        | F                    | f                    |                         |                         |                                |           |
| Х        | х        | H                    | h                    |                         |                         |                                |           |
| Ҳ        | ҳ        | H̦                    | h̦                    | H+0326                  | h+0326                  | h vírgula subscrito            |           |
| Ҳ        | ҳ        | Ḩ                    | ḩ                    | 1E28                    | 1E29                    | h cedilha                      |           |
| Ц        | ц        | C                    | c                    |                         |                         |                                |           |
| Ҵ        | ҵ        | C̄                    | c̄                    | C+0304                  | c+0304                  | c mácron                       |           |
| Џ        | џ        | D̂                    | d̂                    | D+0302                  | d+0302                  | d circunflexo                  |           |
| Ч        | ч        | Č                    | č                    | 010C                    | 010D                    | c caron                        |           |
| Ҷ        | ҷ        | C̦                    | c̦                    | C+0326                  | c+0326                  | c vírgula subscrito            |           |
| Ҷ        | ҷ        | Ç                    | ç                    | 00C7                    | 00E7                    | c cedilha                      |           |
| Ӌ        | ӌ        | C̣                    | c̣                    | C+0323                  | c+0323                  | c ponto subscrito              |           |
| Ӵ        | ӵ        | C̈                    | c̈                    | C+0308                  | c+0308                  | c diérese                      |           |
| Ҹ        | ҹ        | Ĉ                    | ĉ                    | 0108                    | 0109                    | c circunflexo                  |           |
| Ч̀        | ч̀        | C̀                    | c̀                    | C+0300                  | c+0300                  | c grave                        |           |
| Ҽ        | ҽ        | C̆                    | c̆                    | C+0306                  | c+0306                  | c breve                        |           |
| Ҿ        | ҿ        | C̨̆                    | c̨̆                    | C+0328+0306             | c+0328+0306             | c ogonek e breve               |           |
| Ш        | ш        | Š                    | š                    | 0160                    | 0161                    | s caron                        |           |
| Щ        | щ        | Ŝ                    | ŝ                    | 015C                    | 015D                    | s circunflexo                  |           |
| Ъ        | ъ        | ʺ[carece de fontes?] | ʺ[carece de fontes?] | 02BA[carece de fontes?] | 02BA[carece de fontes?] | plica dupla[carece de fontes?] |           |
| Ы        | ы        | Y                    | y                    |                         |                         |                                |           |
| Ӹ        | ӹ        | Ÿ                    | ÿ                    | 0178                    | 00FF                    | y diérese                      |           |
| Ы̄        | ы̄        | Ȳ                    | ȳ                    | 0232                    | 0233                    | y mácron                       |           |
| Ь        | ь        | ʹ[carece de fontes?] | ʹ[carece de fontes?] | 02B9[carece de fontes?] | 02B9[carece de fontes?] | plica[carece de fontes?]       |           |
| Э        | э        | É                    | é                    | 00C8                    | 00E8                    | e grave                        |           |
| Ә        | ә        | A̋                    | a̋                    | A+030B                  | a+030B                  | a agudo duplo                  |           |
| Ӛ        | ӛ        | À                    | à                    | 00C0                    | 00E0                    | a grave                        |           |
| Ю        | ю        | Û                    | û                    | 00DB                    | 00FB                    | u circunflexo                  |           |
| Ю̄        | ю̄        | Û̄                    | û̄                    | 00DB+0304               | 00FB+0304               | u circunflexo com mácron       |           |
| Я        | я        | Â                    | â                    | 00C2                    | 00E2                    | a circunflexo                  |           |
| Ґ        | ґ        | G̀                    | g̀                    | G+0300                  | g+0300                  | g grave                        |           |
| Ѣ        | ѣ        | Ě                    | ě                    | 011A                    | 011B                    | e caron                        |           |
| Ѫ        | ѫ        | Ǎ                    | ǎ                    | 01CD                    | 01CE                    | a caron                        |           |
| Ѳ        | ѳ        | F̀                    | f̀                    | F+0300                  | f+0300                  | f grave                        |           |
| Ѵ        | ѵ        | Ỳ                    | ỳ                    | 1EF2                    | 1EF3                    | y grave                        |           |
| Ӏ        | Ӏ        | ‡                    | ‡                    | 2021                    | 2021                    | adaga dupla                    |           |
| ’        | ’        | `                    | `                    | `                       | `                       |                                |           |
| ˮ        | ˮ        | ¨                    | ¨                    | 00A8                    | 00A8                    | diérese                        |           |

### Exemplo
Abaixo se encontra um exemplo da transliteração conforme a ISO 9. O texto em cirílico é o refrão do Hino Nacional da Rússia:
| Славься, Отечество наше свободное, Братских народов союз вековой, Предками данная мудрость народная! Славься, страна! Мы гордимся тобой! |  | Slavʹsâ, Otečestvo naše svobodnoe, Bratskih narodov soûz vekovoj, Predkami dannaâ mudrostʹ narodnaâ! Slavʹsâ, strana! My gordimsâ toboj! |

## GOST 7.79
GOST (em russo: em russo:  ГОСТ) refere-se ao conjunto de normas técnicas mantidas pelo Conselho Euro-Asiático para a Metrologia, Normalização e Certificação (EASC), uma organização regional de padrões operados sob os auspícios da Comunidade dos Estados Independentes (CEI). A normal atual em vigência para transliteração do cirílico, a GOST 7.79 de 2000, contém duas tabelas de transliteração.
Sistema Aum caractere cirílico para cada caractere latino, alguns com diacrítico – idêntico ao ISO 9:1995
Sistema Bum caractere cirílico para um ou mais caractere sem diacrítico.
| Cirílico | Cirílico | Romanizado | Romanizado | Nota                                                         |
| -------- | -------- | ---------- | ---------- | ------------------------------------------------------------ |
| А        | а        | A          | а          |                                                              |
| Б        | б        | B          | b          |                                                              |
| В        | в        | V          | v          |                                                              |
| Г        | г        | G          | g          |                                                              |
| Ѓ/Ґ      | ѓ/ґ      | G`         | g`         | ѓ em macedônio, ґ em ucraniano                               |
| Д        | д        | D          | d          |                                                              |
| Е        | е        | E          | e          |                                                              |
| Ё        | ё        | Yo         | yo         | em russo e bielorrusso                                       |
| Є        | є        | Ye         | ye         | em ucraniano                                                 |
| Ж        | ж        | Zh         | zh         |                                                              |
| З        | з        | Z          | z          |                                                              |
| S        | ѕ        | Z`         | z`         | em macedônio                                                 |
| И        | и        | I, Y`      | i, y`      | não em bielorrusso, y` para ucraniano                        |
| Й/J      | й/ј      | J          | j          | ј em macedônio                                               |
| I        | і        | I, I`      | i, i`      | i` apenas antes de vogais para russo antigo e búlgaro antigo |
| Ї        | ї        | Yi         | yi         | em ucraniano                                                 |
| К        | к        | K          | k          |                                                              |
| Ќ        | ќ        | K`         | k`         | em macedônio                                                 |
| Л        | л        | L          | l          |                                                              |
| Љ        | љ        | L`         | l`         | em macedônio                                                 |
| М        | м        | M          | m          |                                                              |
| Н        | н        | N          | n          |                                                              |
| Њ        | њ        | N`         | n`         | em macedônio                                                 |
| О        | о        | O          | о          |                                                              |
| П        | п        | P          | p          |                                                              |
| Р        | р        | R          | r          |                                                              |
| С        | с        | S          | s          |                                                              |
| Т        | т        | T          | t          |                                                              |
| У        | у        | U          | u          |                                                              |
| Ў        | ў        | U`         | u`         | em bielorrusso                                               |
| Ф        | ф        | F          | f          |                                                              |
| Х        | х        | X          | x          |                                                              |
| Ц        | ц        | Cz, C      | cz, с      | c antes de i, e, y, j                                        |
| Ч        | ч        | Ch         | ch         |                                                              |
| Џ        | џ        | Dh         | dh         | em macedônio                                                 |
| Ш        | ш        | Sh         | sh         |                                                              |
| Щ        | щ        | Shh, Sht   | shh, sht   | shh para russo e ucraniano, sht for búlgaro                  |
| Ъ        | ъ        | A`         | a`, ``     | dois acentos graves para o russo, a` for búlgaro             |
| Ы        | ы        | Y`         | y`         | em russo e bielorrusso                                       |
| Ь        | ь        |            | `          | acento grave                                                 |
| Э        | э        | E`         | e`         | em russo e bielorrusso                                       |
| Ю        | ю        | Yu         | yu         | não em macedônio                                             |
| Я        | я        | Ya         | уа         | não em macedônio                                             |
|          | ’        |            | '          | apóstrofo                                                    |
| Ѣ        | ѣ        | Ye         | уе         | em russo antigo e búlgaro antigo                             |
| Ѳ        | ѳ        | Fh         | fh         | em russo antigo e búlgaro antigo                             |
| Ѵ        | ѵ        | Yh         | yh         | em russo antigo e búlgaro antigo                             |
| Ѫ        | ѫ        | O`         | о`         | em búlgaro antigo                                            |
| №        |          | #          |            |                                                              |

### Adoção oficial
O texto na íntegra traduzida da ISO 9 é adotado como um padrão inter-estatal nos países listados abaixo (a designação nacional é mostrado em parênteses). Todavia, outros esquemas de transcrição também são empregados na prática.
- Rússia (GOST 7.79)
- Armênia (GOST 7.79)
- Azerbaijão (GOST 7.79)
- Bielorrússia (GOST 7.79–2000, adotado em 2003-03-01)[4]
- Cazaquistão (GOST 7.79)
- Quirguistão (GOST 7.79)
- Tajiquistão (GOST 7.79)
- Turquemenistão (GOST 7.79)
- Uzbequistão (GOST 7.79)